# Liste von Gewissensentscheidungen des deutschen Bundestages
Die Liste der Gewissensentscheidungen (auch "Gewissensfrage") im deutschen Bundestag zählt die Abstimmungen des deutschen Bundestages auf, welche als sogenannte "Gewissensentscheidungen" bezeichnet werden. Unter einer Gewissensentscheidung wird eine Abstimmung im deutschen Bundestag verstanden, bei der Fraktionen ihre Abgeordneten von der Fraktionsdisziplin entbinden.
| Name (falls namentliche Abstimmung) | Datum der Abstimmung | Ergebnis                                                                | Abstimmung auf der Seite des deutschen Bundestages            |
| ----------------------------------- | -------------------- | ----------------------------------------------------------------------- | ------------------------------------------------------------- |
| Hauptstadtbeschluss                 | 20.06.1991           | - für Berlin (338) - für Bonn (320) - Ungültig bzw. Enthaltung (2)      | Vor 25 Jahren: Bundestag verabschiedet das Berlin/Bonn-Gesetz |
| Verjährungsdebatte                  | 29.03.1979           | - 255 für Aufhebung der Verjährung - 222 gegen Aufhebung der Verjährung | Verjährung von NS-Verbrechen Vordebatte (1969)                |
| Ehe-für-Alle                        | 2017                 |                                                                         | Öffnung der Ehe für gleichgeschlechtliche Paare               |